# The Boy Least Likely To
The Boy Least Likely To ist ein aus Großbritannien stammendes Twee-Pop-/Indie-Rock-Duo, welches aus Pete Hobbs (Komponist, Musik) und Jof Owen (Texte, Gesang) besteht.

## Geschichte
Owen und Hobbs wuchsen im selben Dorf auf, es handelt sich hierbei um Wendover in Buckinghamshire. Sie kennen sich seit der Schule und schrieben schon damals gemeinsam Songs und gründeten einige weniger erfolgreiche Bands. Erst als sie ihre eigenen Songs gemeinsam aufnahmen, klappte es mit ihrem Erfolg als Band.
Owen und Hobbs gründeten ihr eigenes Label (Too Young To Die) um ihre Musik zu produzieren. Ihre erste Single hieß Paper Cuts und wurde 2004 veröffentlicht, im Sommer 2005 kam ihr erstes Album The Best Party Ever in Großbritannien in die Plattenläden. Es kam im Frühjahr des folgenden Jahres in den USA heraus, nachdem sie dort als Vorband von James Blunt auf Tour gewesen waren.

## Diskografie

### Alben
- 2005: The Best Party Ever (Too Young to Die)
- 2009: The Law of the Playground
- 2013: The Great Perhaps

### Singles
- 2004: Fur Soft as Fur (Karma Lion)
- 2004: Hugging My Grudge (Too Young to Die)
- 2005: Paper Cuts (Too Young to Die)
- 2005: Monsters (Too Young to Die)
- 2005: Little Donkey (Too Young to Die)
- 2006: Be Gentle with Me (Absolute)
- 2006: Hugging My Grudge

## Trivia
- Das Duo nahm im Juni 2006 den Song Faith von George Michael neu auf.